# Barış Özcan
Barış Özcan (Smirne, 21 giugno 1980) è un ex cestista turco.

## Carriera
Con la Turchia ha disputato i Giochi del Mediterraneo di Almería 2005.

## Palmarès
- Coppa di Turchia: 1

Türk Telekom: 2007-2008
- Coppa del Presidente: 1

Türk Telekom: 2008